# Башня Плате
Башня Пла́те (эст. Plate torn) — башня Таллинской крепостной стены в северо-западной её части, между воротами Нунне и Большими Морскими воротами, на улице Лабораториуми, д. 29. Соседние башни — Кёйсмяэторн и Эппинг. Памятник архитектуры XV века.
Имеет три этажа, высоту 24 метра, диаметр 9,75 метра. В плане круглая с усечённым сегментом.
Через пролом в стене у башни из Старого города выходит улица Сууртюки.

## История
Построена между 1401 и 1410 годами, названа по имени начальника башни Херборна Плате (эст. Herbord Plate).